# Jižní Sumatra
Jižní Sumatra (indonésky Sumatera Selatan) je jedna z provincií Indonésie. Je největší z provincií na jihu Sumatry. Údaje o rozloze z různých zdrojů se rozcházejí. V roce 2000 zde žilo necelých 7 milionů obyvatel.
Hlavním městem provincie je druhé největší sídlo na celé Sumatře, Palembang. Většina území je nížinatá, podél západní hranice sem zasahuje pohoří prostupující celý ostrov.
Sousedními provinciemi jsou Jambi na severu, Bengkulu na západě a Lampung na jihu. Východně leží ostrovy tvořící provincii Bangka-Belitung, jejíž území bylo v roce 2000 odděleno od Jižní Sumatry.